# 盛岡駅バスターミナル

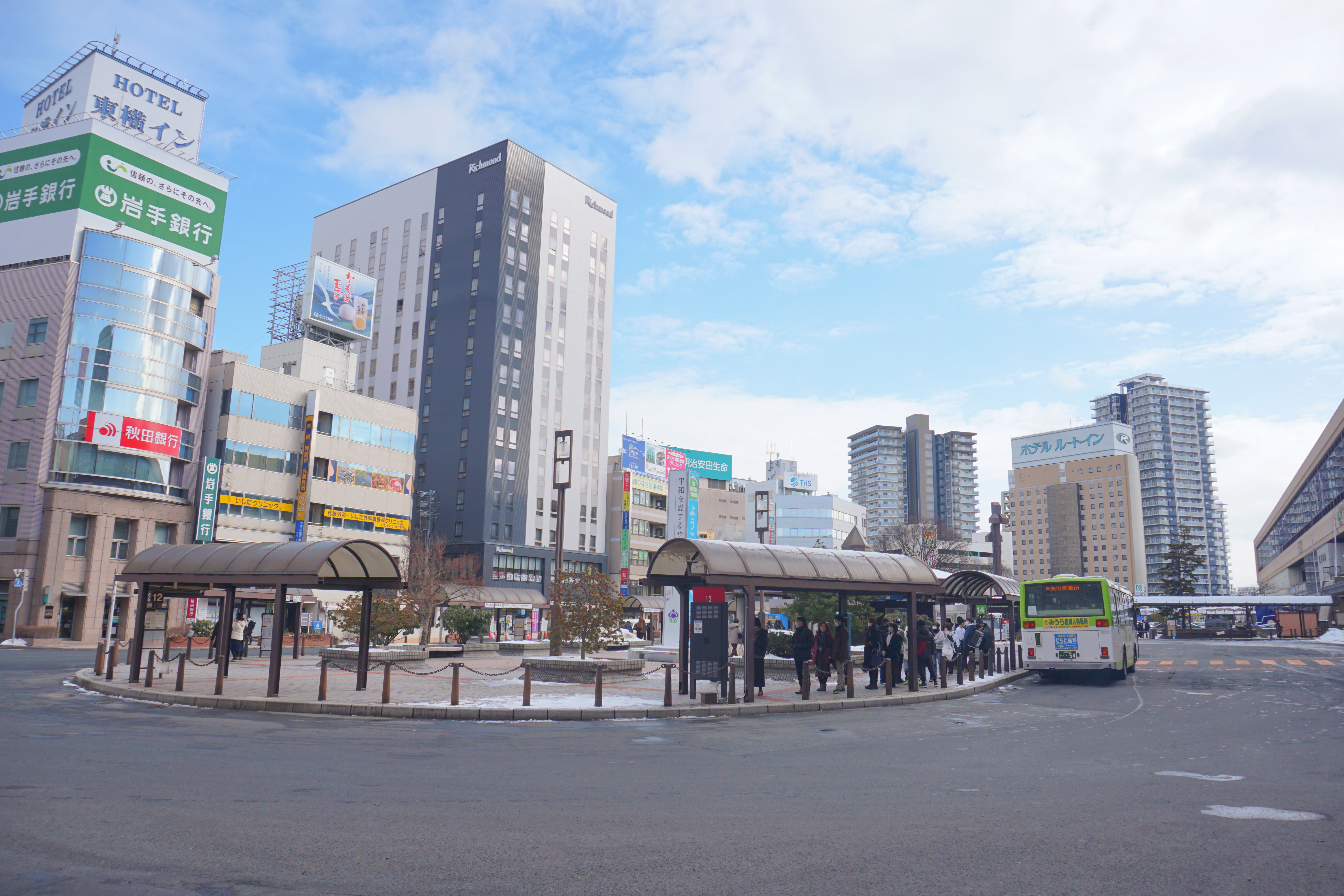
東口バスターミナル

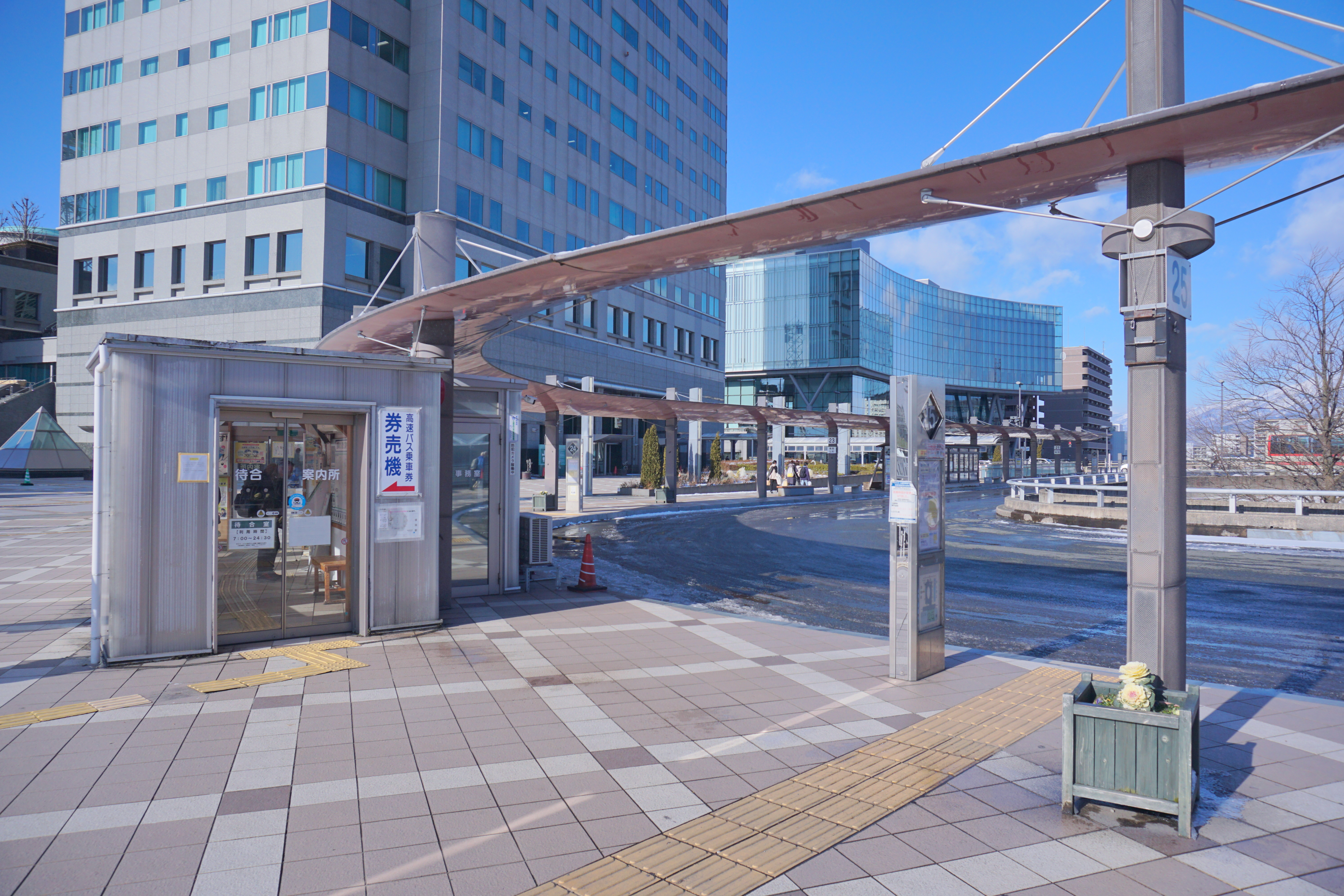
西口バスターミナル

盛岡駅バスターミナル（もりおかえきバスターミナル）は、岩手県盛岡市の盛岡駅に隣接するバスターミナル。

## 構造
東口バスターミナルは駅本屋側に北口から1 - 3番のりばが並び、5 - 14番のりばは島式のターミナルである。のりばの数字は反時計回りに付番されている。また、各乗り場に屋根が設置されている。「滝の広場」の近くにある盛岡都心循環バス「でんでんむし」が発着する15・16番のりばはかつての観光バス専用のりばであった。
西口バスターミナルはマリオス前にあり、ロータリー状になっている。2010年4月からのりばの付番が変わり、西口1番のりば - 9番のりばから21番のりば - 29番のりばへ変更となり、東口・西口通しの番号となった。

## 案内所

### 岩手県交通・岩手県北バス
東口バスターミナルの中央に盛岡駅前バス案内所が設置されており、主に岩手県交通・岩手県北バスの乗車券・定期券などを取り扱っている。案内所の裏側は地下道への入り口となっている。
- JRバス東北（白樺号・スワロー号・早坂高原線）のIGUCA定期券は、岩手県北バスの窓口で扱う。

### JRバス東北
盛岡駅構内の北側2階東西通路にはJRバス東北盛岡駅案内所があるが、窓口業務は2022年3月で終了し自動券売機のみ営業。
- かつては1階に設けられていたが、盛岡駅改装に伴い現在の位置となった。
- 取扱いはJRバス平庭高原線・早坂高原線およびJRバスが共同運行する高速バスのみ。ただし、撤退した「とわだこ号」「あすなろ号」は購入可能。

## 発着路線
岩手県交通の路線バスには路線ごとに3桁の系統番号が、岩手県北バスには行先別のアルファベットの下に2桁の経路番号がそれぞれ付番されている（一部市内線・高速バス・郊外線は除く）。

### 東口バスターミナル
| のりば | 運行会社                           | 区分     | 路線 | 備考 |
| ------ | ---------------------------------- | -------- | --- | --- |
| 1      | 岩手県交通 国際興業バス JRバス東北 | 夜行     | ドリーム盛岡 (らくちん) 号：東京駅・渋谷マークシティ（渋谷駅）・東京ディズニーランド(R) | |
| 1      | JRバス東北                         | 一般路線 | | |
| 1      | JRバス東北                         | 一般路線 | 早坂高原線：道の駅三田貝分校・岩泉病院前経由龍泉洞前 平庭高原線（白樺号）：葛巻経由久慈駅 | |
| 2      | 岩手県交通                         | 一般路線 | [251][252]厨川中央線：上堂経由巣子車庫・県立大学 | |
| 2      | 岩手県北自動車                     | 一般路線 | [C01][C08]盛岡大学線：盛岡大学 [B11][B12]沼宮内線：沼宮内営業所 | [C08]は土・日・祝日運休 |
| 3      | 岩手県北自動車                     | 一般路線 | [D01]上堂経由厨川駅 [D02]青山駅・県営体育館前・運動公園前経由厨川駅 [D04]上堂・運動公園前経由厨川駅 [A71]大更駅前 [A51]八幡平マウンテンホテル [A52]平舘駅前 [A11][A13][A14]田頭経由松尾鉱山資料館・八幡平マウンテンホテル・松川温泉 [A01][A02][A06]松尾鉱山資料館・八幡平頂上・蓬莱境 [A12]巣子ニュータウン経由松川温泉 | [A01]は冬期運休し[A11]となる |
| 5      | 岩手県交通                         | 一般路線 | [401][402][403]中央線：映画館通り経由都南営業所・盛岡中央工業団地・動物公園 [422]中央循環線：茶畑経由盛岡駅 [251][252]厨川中央線：茶畑（中野一丁目） [423]孝仁病院線：茶畑十文字経由中野一丁目 [404][611][612][613][614]長岡線：東安庭経由都南営業所・長岡支所・日詰駅前 [407][412]日赤経由川久保線：都南営業所・手代森ニュータウン [218]盛南ループ：菜園先廻り盛岡駅                                                                                          | [403]は冬期に[402]となる [251]は大通三丁目経由 [252]は菜園川徳経由 [613][614]は日赤経由 [251][252][420]は平日のみ運行 [423]は日・祝運休 |
| 6      | 岩手県交通                         | 一般路線 | [201] - [260][409][528]大通三丁目経由盛岡バスセンター [252]菜園川徳経由盛岡バスセンター | [204][209][213][227][252]は平日のみ運行。                                                                                               |
| 6      | 岩手県北自動車                     | 一般路線 | [A11] - [D04]：映画館通り経由盛岡バスセンター [A02]大通三丁目経由盛岡バスセンター | |
| 7      | 岩手県北自動車                     | 一般路線 | 106急行バス： 宮古駅前・船越駅前 [E41]盛岡南営業所 | 盛岡南営業所行は宮古発東京行夜行高速バス「MEX宮古・盛岡」に接続                                                                         |
| 8      | 岩手県交通                         | 高速     | 花巻空港線：花巻空港（花巻空港駅経由） | 花巻空港線は航空便に接続運行 ダイヤは毎月変更                                                                                           |
| 8      | 岩手県交通                         | 一般路線 | 急行盛岡大船渡線：県立大船渡病院 特急釜石盛岡線：釜石・大槌 [406]岩山定期観光線：動物公園・新庄墓園 盛岡競馬場ファン優待バス [317] : 白百合学園 | [406]は3月 - 11月の土・日・休日のみ運行。ただし、お彼岸・お盆期間中は毎日運行。 [317]は土・日・休日および白百合学園休校日は運休         |
| 9      | 岩手県交通                         | 一般路線 | [201][203][209]青山町線：県営体育館経由滝沢市役所・滝沢営業所・滝沢アメニティタウン・ビッグルーフ滝沢 [204]南青山町線：天昌寺経由滝沢市役所・滝沢営業所 [227]滝沢かつらぎ団地線：滝沢営業所 [208][211][212]盛岡北高線：滝沢営業所・外山団地・あすみ野 [213]みたけ西線：サンシティ国分団地経由厨川駅西口 [255]みたけ中央線：城北小学校経由岩手牧場 | [204][209][213][227]は平日のみ運行。 |
| 10     | 岩手県交通                         | 一般路線 | [219]盛南ループ：下川原先廻り盛岡駅 [423]孝仁病院線：孝仁病院 [409]太田線：市立高校 [224]イオンモール盛岡線：イオンモール盛岡 繋温泉線：盛岡つなぎ温泉 小岩井観光線：小岩井農場まきば園 小岩井農場線：小岩井駅経由小岩井農場まきば園 雫石線：雫石駅前 | 小岩井観光線は途中無停車、季節運行 小岩井農場線は季節運行 [423]は日・休日運休 雫石線は平日のみ運行                                      |
| 11     | 岩手県交通                         | 一般路線 | [307][334]駅上田線：松園バスターミナル・松園営業所 [310]松園山岸線：松園ニュータウン（松園東県営アパート） [311]駅桜台団地線：桜台団地（米内中学校） [327]松園・盛岡駅線：北山・県営野球場前経由松園営業所 [228]あすみ野箱清水線：高松の池口・箱清水経由あすみ野 | [307]は映画館通り経由 [228][327]は平日のみ運行 [334]は大通三丁目経由で平日の朝のみ                                                      |
| 12     | 岩手県交通                         | 一般路線 | [314]浅岸線：水道橋 [405]新庄線：つつじが丘 県立中央病院循環線：県立中央病院・名須川町経由盛岡駅 | 県立中央病院循環線は平日のみ運行 |
| 13     | 岩手県交通                         | 一般路線 | [502][503][504]本宮線：志波城古代公園・矢巾営業所 [501]羽場線：矢巾営業所 [505][506]飯岡線：向中野・湯沢団地経由矢巾営業所 [517][527][528]ゆいとぴあ東線：盛南大橋・向中野経由よぼういがく協会 [421]都南盛南線：都南営業所 [500]イオンモール盛岡南線：イオンモール盛岡南 [424]手代森・イオン盛岡南線：イオン盛岡南・東安庭経由手代森ニュータウン [425]都南イオン盛岡南線：イオン盛岡南・川久保経由都南営業所 [530]本宮線：盛南大橋・イオン盛岡南経由飯岡十文字 | [501][503][517][425][530]は平日のみ運行 [421]は土・日・休日のみ運行                                                                     |
| 14     | 岩手県交通                         | 一般路線 | [513][514]北高田線：岩手医大病院経由矢幅駅前・矢巾営業所 [507][508]川久保線：都南総合支所・矢巾営業所 [510]南インター経由川久保線：友愛病院経由矢巾営業所 [602][604][607]日詰線：日詰駅前 | [508][510][513]は平日のみ運行 |
| 15     | 岩手県交通                         | 一般路線 | 盛岡都心循環バス「でんでんむし」右回り | |
| 16     | 岩手県交通                         | 一般路線 | 盛岡都心循環バス「でんでんむし」左回り | |

### 西口バスターミナル
西口に発着するバスは高速バスが中心である。
| のりば | 運行会社                                                 | 区分     | 路線 | 備考                                                                                          |
| ------ | -------------------------------------------------------- | -------- | --- | --------------------------------------------------------------------------------------------- |
| 21     | 岩手県交通 岩手県北自動車 JRバス東北 宮城交通 東日本急行 | 高速     | アーバン号：仙台 |                                                                                               |
| 22     | 岩手県北自動車                                           | 高速     | 八盛号：浄法寺・九戸・軽米経由八戸 |                                                                                               |
| 22     | 岩手県北自動車                                           | 高速     | 久慈こはく号浄法寺・九戸経由 久慈駅・久慈営業所 |                                                                                               |
| 22     | 岩手県北自動車 秋北バス                                  | 高速     | みちのく号：大館 |                                                                                               |
| 23     | 岩手県北自動車 弘南バス                                  | 高速     | あすなろ号：青森 |                                                                                               |
| 23     | 岩手県北自動車 弘南バス                                  | 高速     | ヨーデル号：弘前 |                                                                                               |
| 23     | 十和田観光電鉄                                           | 高速     | 八戸駅・三沢駅・十和田市中央 | 土・日・祝日のみ運行                                                                          |
| 24     | 岩手県交通                                               | 一般路線 | [222][223]：盛岡バスセンター [222]滝沢ゆとりが丘団地線：大館町・ゆとりが丘経由滝沢営業所 [223]滝沢長橋台団地線：長橋中央経由 滝沢市役所 雫石スキー場線：雫石スキー場 | 雫石スキー場行は冬期のみ運行 [223]は平日のみ運行                                              |
| 25     | 岩手県北自動車 フジエクスプレス                          | 夜行     | 岩手きずな号：バスターミナル東京八重洲・六本木ヒルズ・芝浦車庫 |                                                                                               |
| 25     | 岩手県北自動車                                           | 一般路線 | [E01]上田箱清水線：一高前・三高前・箱清水経由厨川駅 [E03]みたけ上田バイパス線：一高前・北大橋東・みたけ経由厨川駅西口< [E01][E02]：イオンモール盛岡南                |                                                                                               |
| 25     | 西和賀町                                                 | 町民バス | 山伏線：湯本温泉・ほっとゆだ駅 | 月曜・金曜・土曜・日曜のみの運行 ほっとゆだ駅行は乗車のみ、盛岡バスセンター行は降車のみの扱い |
| 26     | 岩手県北自動車                                           | 高速     | [C03]盛岡大学線：HW経由盛岡大学 [F01]安比高原線：安比高原スキー場 | [C03]は途中無停車。土・日・祝運休 [F01]は冬季のみ運行                                         |
| 26     | 岩手県北自動車                                           | 一般路線 | [C07]盛岡大学線：盛岡大学 いわてグルージャ盛岡ホームゲーム シャトルバス：いわぎんスタジアム                                                                          | [C07]は土・日・祝運休                                                                         |
| 26     | 岩手県北自動車                                           | 夜行     | MEX宮古・盛岡：さいたま新都心・バスターミナル東京八重洲・横浜駅東口                                                                                                  |                                                                                               |
| 27     | 岩手県北自動車南部支社                                   | 夜行     | MICHINORI EXPRESS：バスタ新宿・川崎駅・東京ディズニーランド |                                                                                               |
| 27     | オー・ティー・ビー                                       | 夜行     | オリオンバス：バスターミナル東京八重洲・東京ディズニーランド |                                                                                               |
| 28     | 桜交通                                                   | 夜行     | キラキラ号：バスタ新宿・横浜駅東口・海老名 |                                                                                               |
| 29     | 千葉みらい観光バス                                       | 夜行     | KBライナー：バスタ新宿 |                                                                                               |

※28のりばからは、繋温泉（大観／紫苑・愛真館）への送迎バスも発着する。